# Uszód
Uszód è un comune dell'Ungheria di 1 114 abitanti (dati 2005). È situato nella contea di Bács-Kiskun.
Il comune è menzionato per la prima volta in un documento ufficiale nel 1318.